# Leopold Rutowicz
Leopold Józef Rutowicz, född 18 oktober 1932 i Kraków, är en polsk politiker. Han var ledamot av Europaparlamentet 2004–2009. Han hörde först till grupplösa i Europaparlamentet och anslöt sig 2006 till nationalkonservativa Gruppen Unionen för nationernas Europa.
En förklaring till vacklandet i val av gruppering i början av mandatperioden hade med Samoobronas linje att göra. Partiets ledamöter var valda att företräda en linje som kombinerar moralkonservatism och motstånd mot globalisering med en vänsterpolitik i ekonomiska frågor.